# Omolicna puncta
Omolicna puncta är en insektsart som beskrevs av Caldwell 1944. Omolicna puncta ingår i släktet Omolicna och familjen Derbidae. Inga underarter finns listade i Catalogue of Life.